# Col du Bätt
Pour les articles homonymes, voir Batt.
Le col du Bätt (en allemand, Bättpass ; en greschòneytitsch, Bättfòrkò) est un col des Alpes pennines à 2 672 mètres d'altitude en Vallée d'Aoste, entre le val d'Ayas et la vallée du Lys.

## Toponymie
Ce col est couramment appelé col de Bettaforcaz, francisation du mot Bättfòrkò, signifiant justement col du Bätt dans le titsch de Gressoney-La-Trinité. Mais il faut souligner que le toponyme col de Bettaforcaz est en fait une répétition.

## Caractéristiques
Du point de vue orographique, ce col sépare le massif du Mont Rose, au nord, des contreforts valdôtains du Mont-Rose, au sud.
Du point de vue historique, ce col a toujours été une importante voie de communication. Les experts ont hypotisé qu'au XIIIe siècle les Walsers, aujourd'hui peuplant la haute vallée du Lys, soient passés par le col du Théodule, et ensuite par le col supérieur des Cimes Blanches et le col du Bätt, une route plus longue mais plus aisée, ou bien par le col du Lys.
On peut rejoindre le col par télécabine du hameau Stafal de Gressoney-La-Trinité (vallée du Lys), ou bien de Champoluc (val d'Ayas), l'axe principal de liaison à l'intérieur du domaine skiable Monterosa Ski.
Le col du Bätt est le point de départ pour l'ascension au refuge Quintino Sella au Félik.
Il constitue une étape du Tour du Mont-Rose.